# R.A.P. Music
R.A.P. Music ist das sechste Soloalbum des US-amerikanischen Rappers Killer Mike. Es erschien am 15. Mai 2012 über das Independent-Label Williams Street Records.

## Entstehungshintergrund
Killer Mike und El-P lernten sich 2011 über Jason DeMarco, einen gemeinsamen Freund bei Adult Swim und beim Cartoon Network kennen. El-P arbeitete gerade an dem Album Cancer 4 Cure, für das sie den gemeinsamen Track Tougher Colder Killer aufnahmen. Parallel dazu arbeiteten sie an dem Album R.A.P. Music, dem sechsten Soloalbum von Killer Mike. El-P ist der alleinige Produzent des Albums. Es stellte die erste Zusammenarbeit des Rappers und Produzenten El-P mit Killer Mike dar, bevor die beiden das Duo Run the Jewels gründeten. Das Album erschien am 15. Mai 2012 über das mit Adult Swim assoziierte Label Williams Street Records.

## Titelliste
| Nummer | Titel                      | Featuring             | Text/Musik                                                                                     | Zeit |
| ------ | -------------------------- | --------------------- | ---------------------------------------------------------------------------------------------- | ---- |
| 1.     | Big Beast                  | Bun B, T.I. & Trouble | Michael Render, Jaime Meline, Kevonte „Trouble“ Campbell, Bernard Freeman, Clifford Harris Jr. | 3:54 |
| 2.     | Untitled                   | Scar                  | Render, Meline Campbell, Terrance „Scar“ Smith                                                 | 3:54 |
| 3.     | Go!                        |                       | Render, Meline                                                                                 | 1:54 |
| 4.     | Southern Fried             |                       | Render, Meline                                                                                 | 4:37 |
| 5.     | JoJo’s Chillin             |                       | Render, Meline                                                                                 | 2:57 |
| 6.     | Reagan                     |                       | Render, Meline                                                                                 | 4:10 |
| 7.     | Don’t Die                  |                       | Render, Meline                                                                                 | 4:08 |
| 8.     | Ghetto Gospel              |                       | Render, Meline                                                                                 | 4:40 |
| 9.     | Butane (Champion’s Anthem) | El-P                  | Render, Meline                                                                                 | 3:18 |
| 10.    | Anywhere But Here          | Emily Panic           | Render, Meline                                                                                 | 3:31 |
| 11.    | Willie Burke Sherwood      |                       | Render, Meline, Wilder Zoby                                                                    | 4:23 |
| 12.    | R.A.P. Music               |                       | Render, Meline                                                                                 | 4:26 |

## Musikstil und Texte
El-Ps Musik auf dem Album wurde über einen Roland TR-808 aufgenommen und entwickelte eine „düster-verzerrte Effektkulisse“, die sich wesentlich von seinen anderen Produktionen unterscheidet. Die Musik ist auf Killer Mikes Album zugeschnitten, der hier vor allem politische Themen anschneidet. Als klassisches Rapper/Produzenten-Album, wie es bei den frühen Ice-Cube-Alben beispielsweise der Fall war, unterscheidet es sich dadurch auch von Killer Mikes früheren Alben. Das Album ist an den 1980er-Jahre-Hip-Hop angelehnt und enthält nicht nur lyrische, sondern auch musikalische Verweise auf N.W.A und Public Enemy, insbesondere auch durch die wütenden Texte, die den Alltag der schwarzen Bevölkerung der USA beschreiben.

## Titelinfos
Bei Big East arbeitete Mike zum ersten Mal seit dem 2003er Akshon-Remix wieder mit T.I. und Bun B zusammen.
Untitled thematisiert zu Beginn die Frauen als solche und ihre Rolle in der Geschichte. Killer Mike, selbst Vater zweier Töchter, zieht Parallelen zu historischen Persönlichkeiten wie Jackie O und Kleopatra, thematisiert aber auch die Rolle als Mutter von großen Männern. Im zweiten Teil handelt das Lied vom Aufwachsen im Süden. Killer Mike kommt aus Atlanta, Georgia und zieht hier Parallelen zu seinen Freunden von OutKast, die ihm zum ersten Mal eine Plattform boten. Seine Kunst vergleicht er mit John Gotti, der Bilder wie Dali malt oder eine Mischung aus Jean-Michel Basquiat mit der Leidenschaft von 2Pac und einem Körper wie Notorious B.I.G., der Geschichten wie Slick Rick erzählt.
Reagan bezieht sich auf Ronald Reagan und seine Regentschaft. Killer Mike sieht Reagan in erster Linie als Schauspieler, der durch kluges Marketing in die Präsidentenrolle kam und mehr Image als Person sei.
Don’t Die behandelt Polizeibrutalität. Es beginnt mit einem Sample von Dick Gregory. Erwähnt wird der Fall von Larry Davis, der sechs Polizisten angeschossen hatte, die bei einer illegitimen Hausdurchsuchung die Wohnung seiner Schwester gestürmt hatten. Des Weiteren erwähnt werden die Black-Panther-Aktivisten Fred Hampton und Assata Shakur sowie Martin Luther King. Im Song erwähnt Killer Mike auch, das sein Vater Polizist gewesen sei.
Go ist eine Collage verschiedener Samples von Disco bis Heavy Metal im Stile von Jam Master Jay, über die Mike im Stile eine Chuck D rappt. Der Track ist als Reminiszenz an den Westcoast-Hip-Hop zu sehen. Er entstand als eine Art Freestyle.
Southern Fried verbindet Rap mit Country-Musik und enthält zum ersten Mal eine gesungene Hook von Killer Mike.
Jojo’s Chillin’ beschreibt eine Person, die sich aus verschiedenen Persönlichkeiten aus Mikes Umfeld zusammensetzt.
Anywhere But Here handelt von Killer Mikes Heimatstadt Atlanta und vergleicht sie mit New York. Thematisiert werden Polizeibrutalität und Morde. Angesprochen werden die Todesumstände von Martin Luther King, Sean Bell und Kathryn Johnston.
Willie Burke Sherwood ist der Name von Killer Mikes Großvater. Der Text handelt von Mikes Kindheit, als er bei seinen Großeltern aufwuchs und ist eines der wenigen persönlichen Stücke auf dem Album.
R.A.P. Music: Das Akronym „R.A.P.“ steht hier für „rebellious african people“ (rebellische afrikanische Menschen). Hierbei bezieht sich das „african“ auf die Wiege der Menschheit in Afrika, also nur indirekt auf die Hautfarbe bezogen. Er zieht außerdem die Parallele zur Entwicklung der US-amerikanischen Musik von Gospel über Blues zu Rock ’n’ Roll, weiter zum Soul und zum R&B hin zur Rapmusik.

## Rezeption
Das Album erhielt eine große Anzahl wohlwollender Rezensionen und war später in einer Reihe von Jahresbestenlisten vertreten. Das Complex-Magazin wählte R.A.P. Music auf Platz 32 der 50 besten Alben 2012. Der US-amerikanische Rolling Stone votierte das Album sogar auf Platz 20. Auf Stereogum erhielt das Album Platz 23 im Jahresrückblick.